# Baga Sola
Baga Sola  è un comune del Ciad situato nel dipartimento di Kaya, provincia del Lago .
È il capoluogo del dipartimento.
Il centro abitato si trova poco distante dal confine con la Nigeria e sulle rive del lago Ciad.
Il 10 ottobre del 2015 fu sede di un attentato da parte di Boko Haram, l'esplosione di attentatori suicidi nel mercato del pesce della cittadina e nel campo profughi situato poco distante dal centro causò 41 vittime.